# Un uomo in premio
Un uomo in premio (Le dernier amant romantique) è un film del 1978 diretto da Just Jaeckin scritto insieme a Ennio De Concini.

## Distribuzione
Il film, uscito nelle sale cinematografiche francesi il 26 aprile 1978, arrivò in Italia lo stesso anno su distribuzione Warner-Columbia Film, con doppiaggio affidato alla SAS e diretto da Sandro Tuminelli.